# ミッシェル・パオ
ミッシェル・パオ（英: Michelle Pao、台湾人名：包欣玄、ピンイン：Bāo Xīn Xuán、ほう きんげん、1992年9月1日- ）は、台湾新竹県出身の女子サッカー選手。ペパーダイン大学出身。ポジションはフォワード、ディフェンダー（サイドバック）。

## ユース時代
2010年から2013年の4年間ペパーダイン大学でプレーした。同大学の選手としては史上初めてオールウェスト・コースト・カンファレンス（All-WCC）のファーストチームに4度選出された。 また、NSCAA（全米サッカーコーチ協会）西地区選抜にも4度選出され、2011年には同じくNSCAAの全米選抜にも選ばれた。大学4年間で通算6ゴール（3つの決勝ゴールを含む）を記録し、また18アシストは同大学歴代4位の記録である。

## クラブ時代

### ヴィッテシェーGIK
2014年のNWSL大学生ドラフトで全体の24番目でスカイ・ブルーFCから指名された。しかしながら、パオはスカイ・ブルーFCではプレーすることなく、2015年にスウェーデンリーグに所属するヴィッテシェーGIKへ移籍した。

### ノジマステラ神奈川相模原
2016年2月、なでしこリーグ2部（当時）に所属するノジマステラ神奈川相模原に移籍した。パオは2016シーズンに11得点を記録し、2部リーグの得点王になった。この年ノジマステラ神奈川相模原は2部リーグで優勝し、クラブ史上初の1部昇格を果たした。
2017年シーズン終了をもって現役を引退。

### 台中藍鯨
2018年、台湾木蘭サッカーリーグの参加チームである台中藍鯨女子足球隊に加入することが発表され、現役に復帰した。復帰後に台湾代表にも復帰していた。2021年シーズン終了後に現役を引退した。

## チャイニーズ・タイペイ代表
2015年12月12日行われたユニバーシアード日本女子代表との国際親善試合でチャイニーズ・タイペイ代表としてプレーし、前半41分にゴールを挙げたが、試合は1-4で敗れた。
2016年のリオデジャネイロオリンピックサッカーアジア予選でプレーし、2次予選のヨルダン戦でゴールを挙げた。

## タイトル

### クラブ
- ノジマステラ神奈川相模原
  - 日本女子サッカーリーグ 2部：優勝（2016年）

### 個人
- 日本女子サッカーリーグ 2部：得点王（2016年）